# Вулиця Олександра Оглоблина
Вулиця Олександра Оглоблина — вулиця в Шевченківському районі міста Львова, у місцевості Клепарів. Пролягає від вулиці Сорочинської до вулиці Плетенецького.

## Історія
На місці, де пролягає сучасна вулиця Оглоблина, у 1920-х роках сформувалася велика площа, яка не пізніше 1927 року отримала офіційну назву площа Казимира Великого, на честь польського короля Казимира III. У 1933 році площу перейменували на площу Кльопперів, на честь родини, що заснувала фільварок Кльоппергоф, від якого утворилося селище Клепарів. У роки нацистської окупації Львова, з 1943 року по липень 1944 року — Кльопперувпляц або Кльопперґофпляц. За радянських часів, у 1946 році площа отримала назву Тельмана, на честь німецького комуністичного діяча Ернста Тельмана.
У 1960-х роках у цій місцевості почалося будівництво нових багатоповерхових будинків за типовими проєктами, і протягом 1970-х років площу забудували типовими панельними багатоповерхівками. При забудові площі та створенні нового житлового мікрорайону утворилася мережа міжбудинкових проїздів, один з яких, що пролягав по південній стороні колишньої площі, у 1990-х роках отримав офіційну назву вулиця Оглоблина, на честь українського історика та політичного діяча Олександра Оглоблина.
До вулиці Оглоблина приписані лише два будинки, зведені у 1930-х роках: двоповерховий будинок № 19 у стилі конструктивізму та одноповерхова кам'яничка під № 21, оздоблена у стилі сецесії.